# Campylocera lurida
Campylocera lurida är en tvåvingeart som beskrevs av Günther Enderlein 1942. Campylocera lurida ingår i släktet Campylocera och familjen Pyrgotidae. Inga underarter finns listade i Catalogue of Life.